# 托爾斯騰森戰爭
托爾斯騰森戰爭（瑞典語：Torstensonska kriget，丹麥語：Torstenssonfejden）是瑞典帝國與丹麥-挪威之間的一場軍事衝突，發生於1643年至1645年間。其名稱來自於瑞典陸軍元帥連納爾特·托爾斯騰森。托爾斯騰森戰爭是十七世紀歐洲三十年戰爭的一部分。
儘管在1629年的呂貝克和約後丹麥已退出三十年戰爭，屢次出師告捷的瑞典打算進一步奪取丹麥據有的戰略位置。1643年原駐紮在摩拉維亞的連納爾特·托爾斯騰森將軍率軍轉攻丹麥，到了1644年初日德蘭半島已被瑞典軍控制。瑞典本土方面，將領古斯塔夫·霍恩亦率兵南下，佔領哈蘭與斯科訥地區。
丹麥國王克里斯蒂安四世試圖率軍反擊，但在1644年十月的費馬恩戰役遭到卡爾·古斯塔夫·弗蘭格爾領導的瑞典軍擊敗。到了1645年丹麥已無力再戰，該年八月瑞典與丹麥簽訂布勒姆瑟布魯條約，丹麥將耶姆特蘭、海里耶達倫與哈蘭割讓給瑞典，且此後瑞典不必繳納厄勒海峡通行费。托爾斯騰森戰爭確立了瑞典帝國取代丹麥成為波羅的海霸權。